# Săveni
Săveni (en hongarès: Szöven) és una petita ciutat situada al comtat de Botoșani a la regió de Moldàvia Occidental, al nord-est de Romania. Hi ha un museu d'arqueologia situat a la ciutat.
A prop de Săveni, a 47 ° 56′2.27 ″ N 26 ° 50′19.58 ″ E, hi ha un mastell de 210 metres d'alçada per a la difusió de TV / FM. La ciutat compta amb dues esglésies ortodoxes, l'església de "Sant Nicolau" i l'església de "Sant Jordi".
Segons estimació 2012 comptava amb una població de 8 625 habitants.
La ciutat administra cinc pobles: Bodeasa, Bozieni, Chișcăreni, Petricani i Sat Nou.
Els principals centres educatius de la ciutat són l'escola primària i mitjana "Școala Gimnazială Nr.1 Săveni", amb un antic edifici decrèpit de principis del 1900 que funcionava com a escola jueva i el "Liceul Teoretic Dr. Mihai Ciucă", que és una escola primària i secundària.
L'"Spitalul Orășenesc Săveni" és l'hospital local. L'antic cinema “Patria” es va rehabilitar recentment amb fons i s'ha convertit en una moderna “Casă de Cultură”.

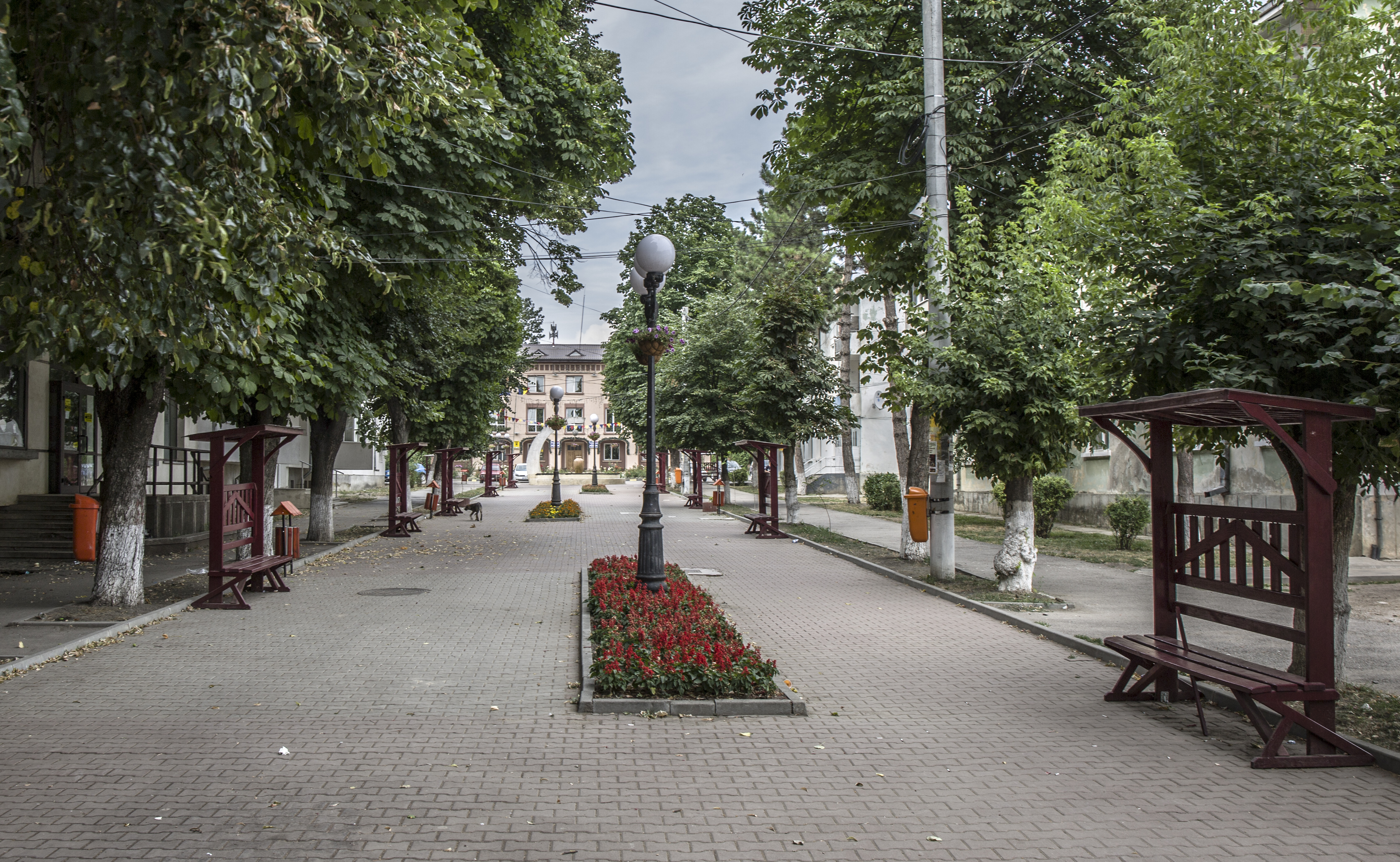
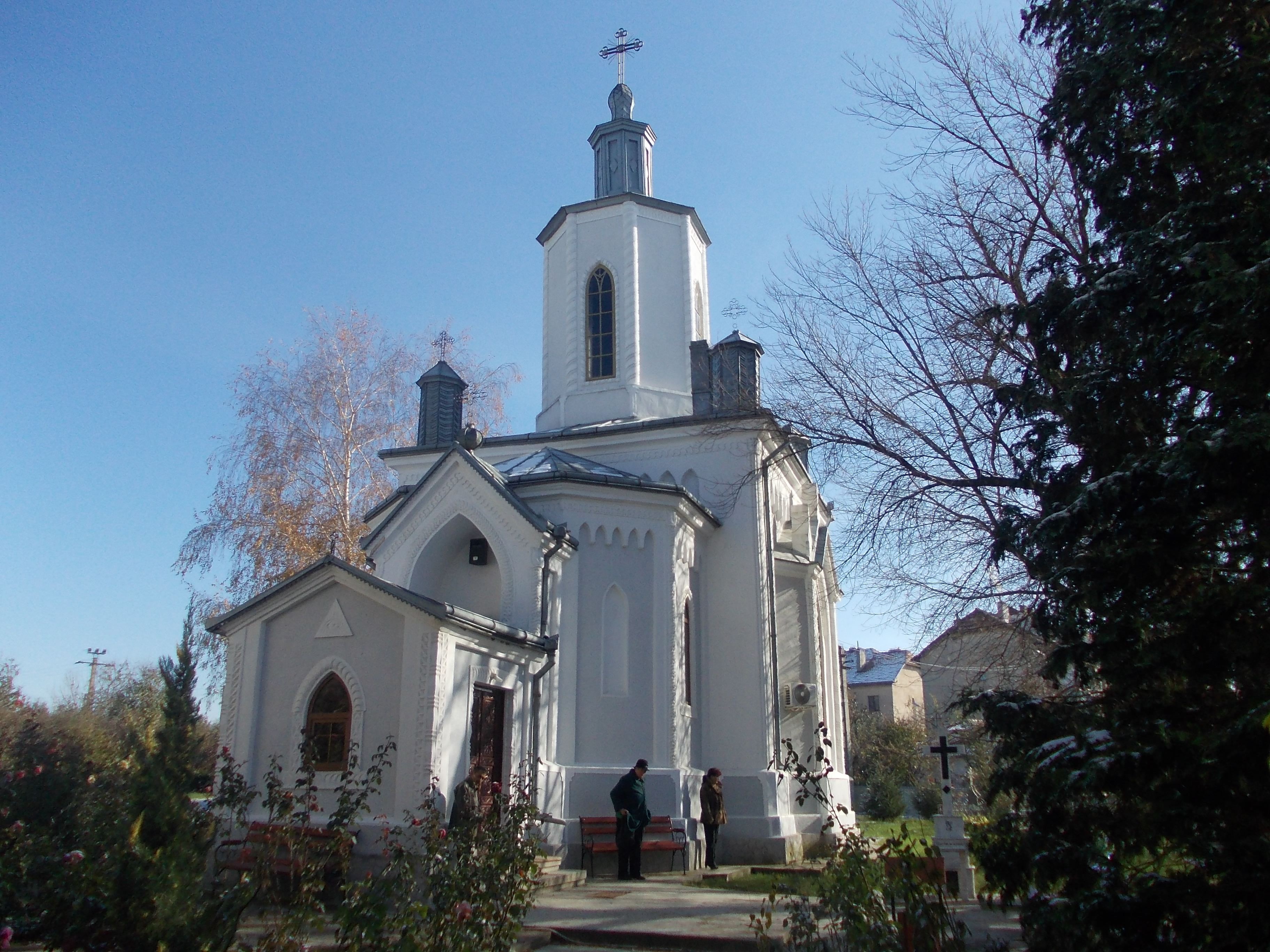
Església Sfântul Nicolae
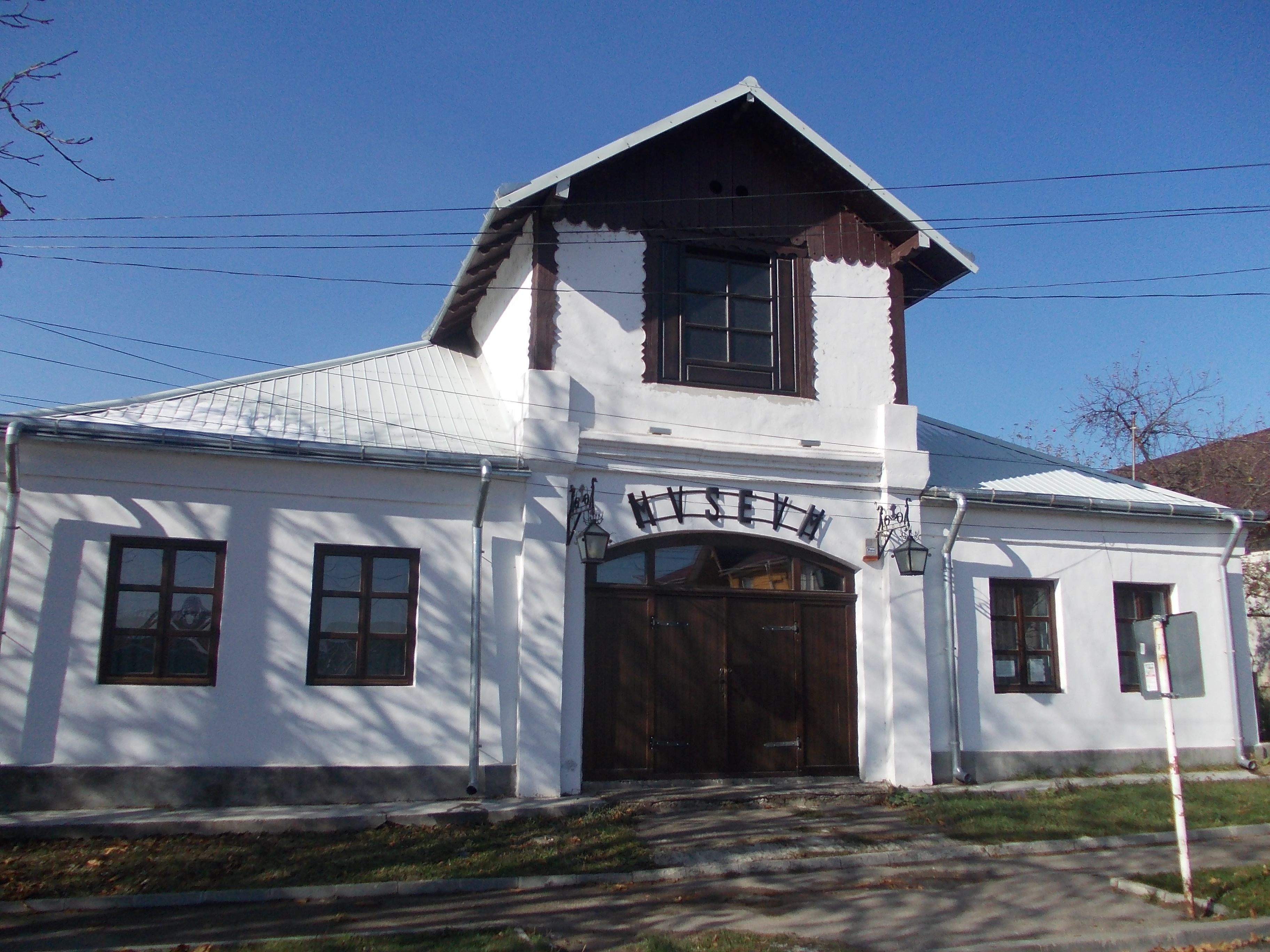
Museu
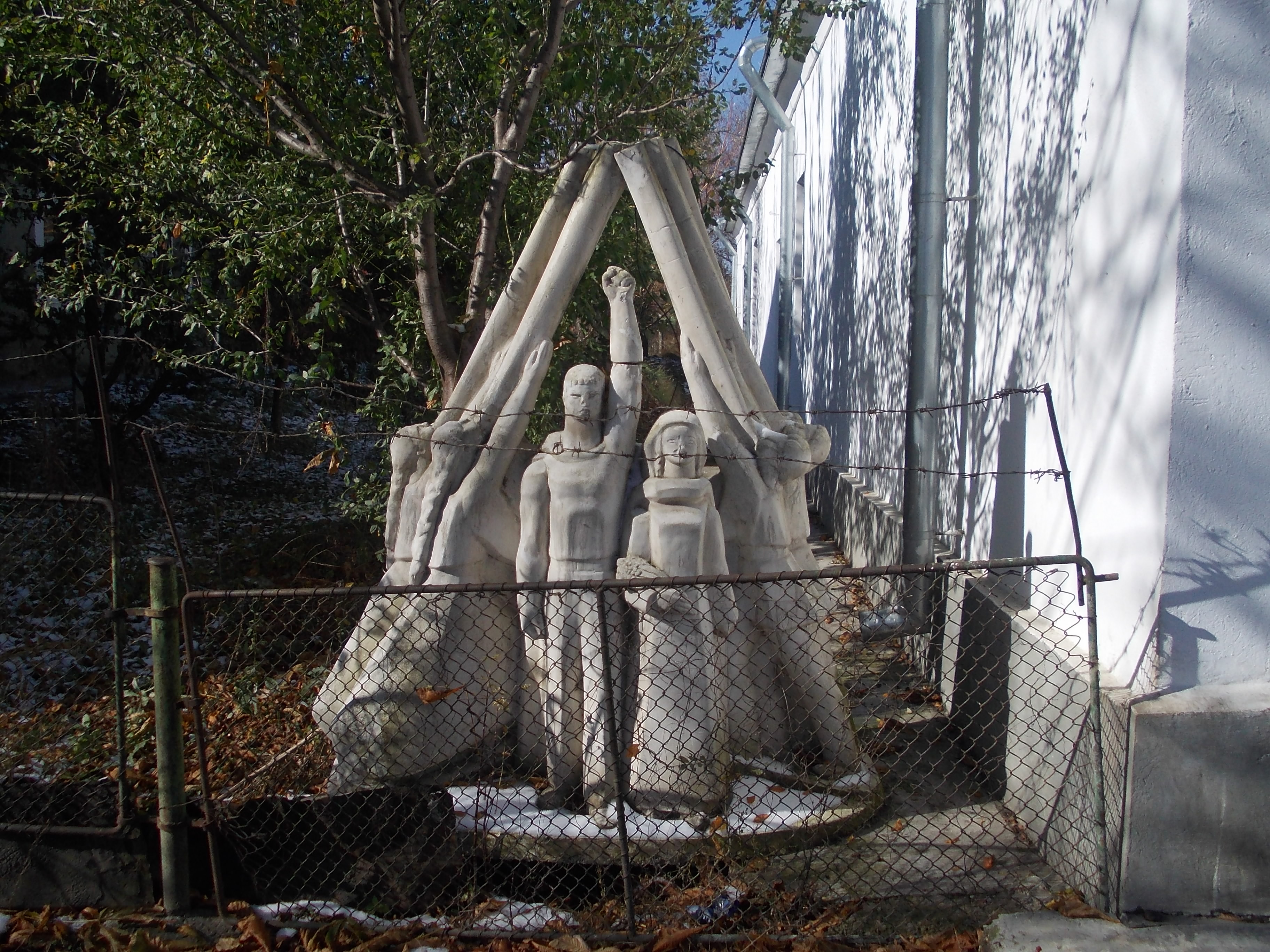
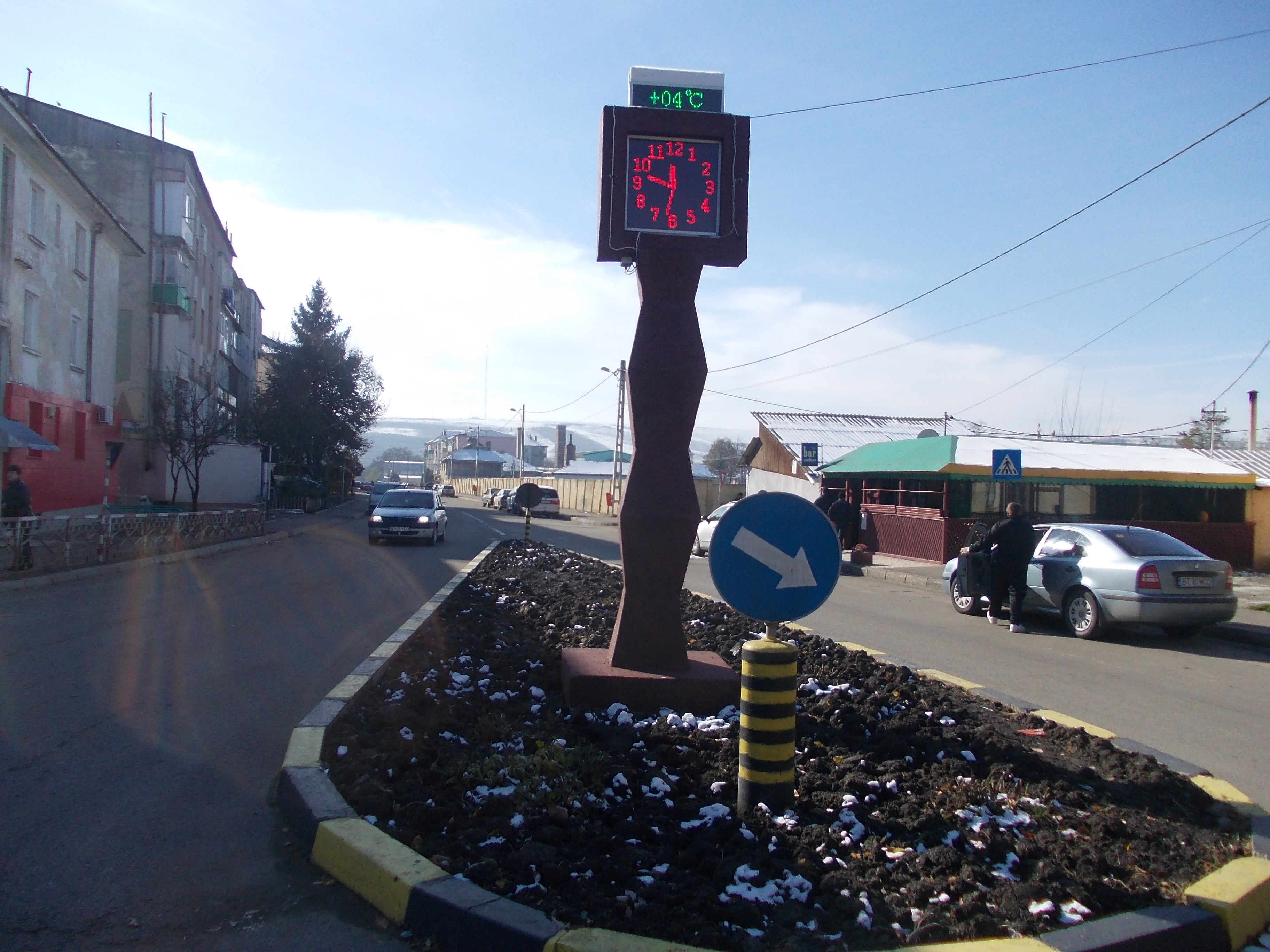
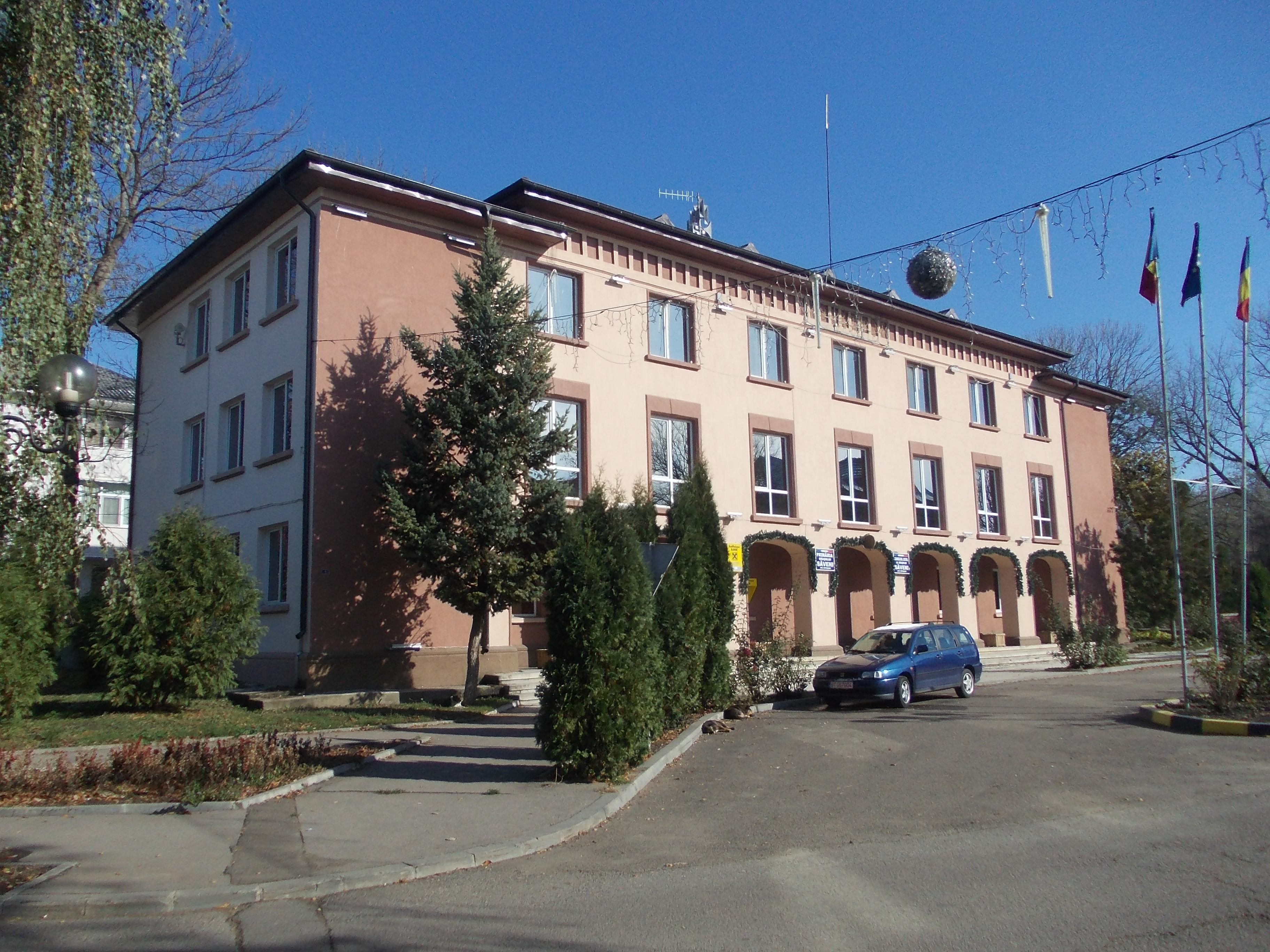
Ajuntament
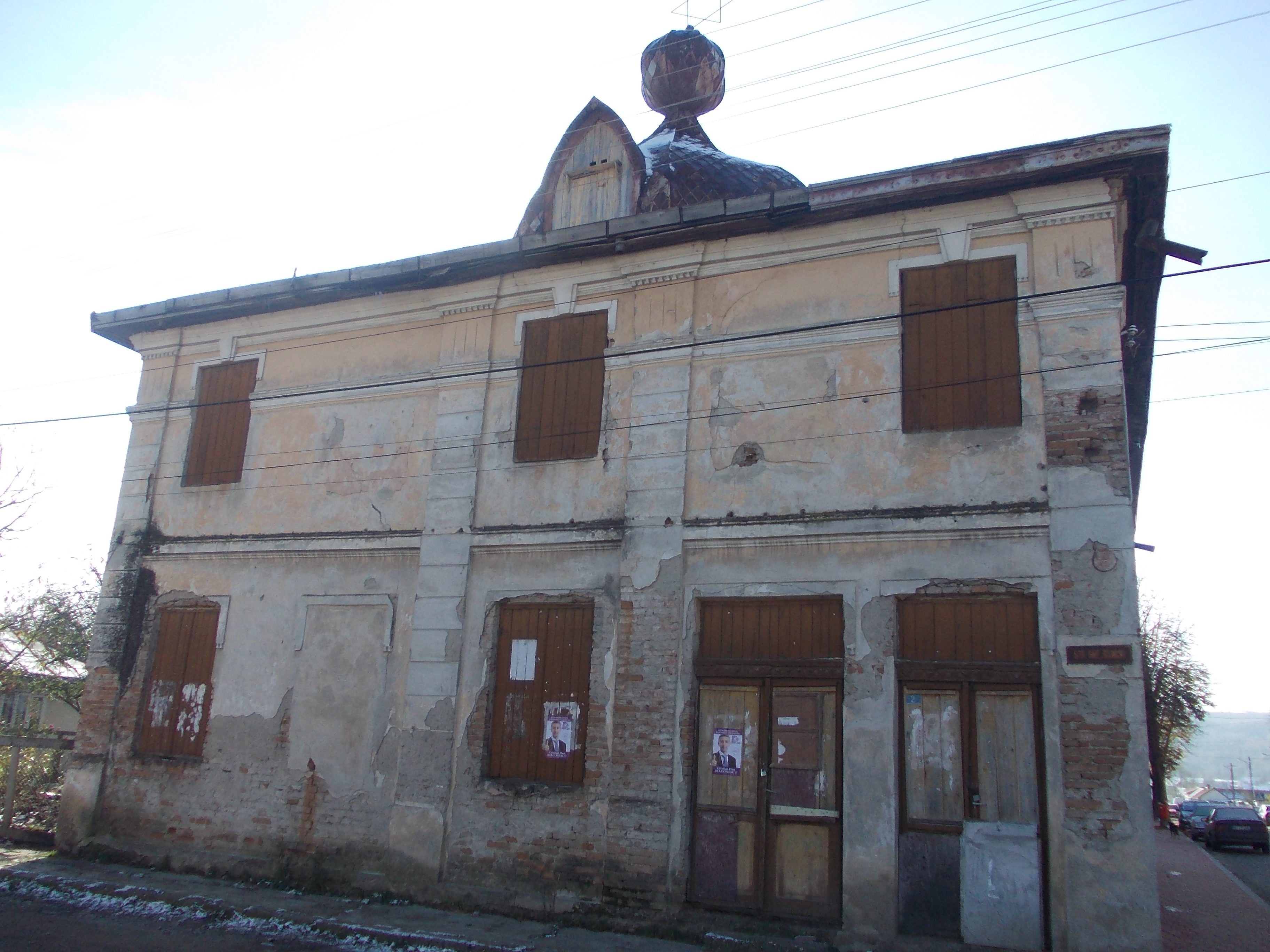
Sinagoga
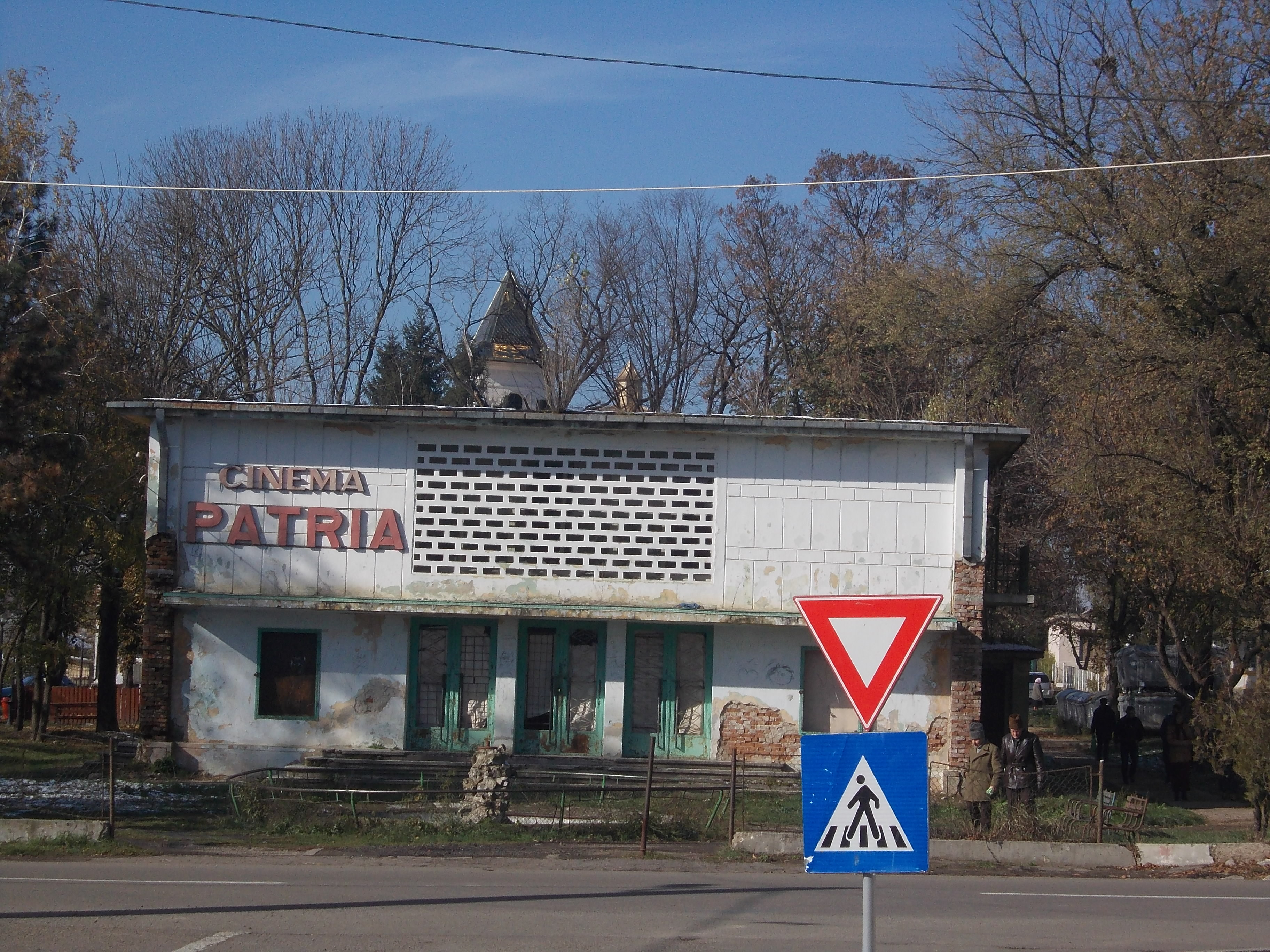
Cinema Patria
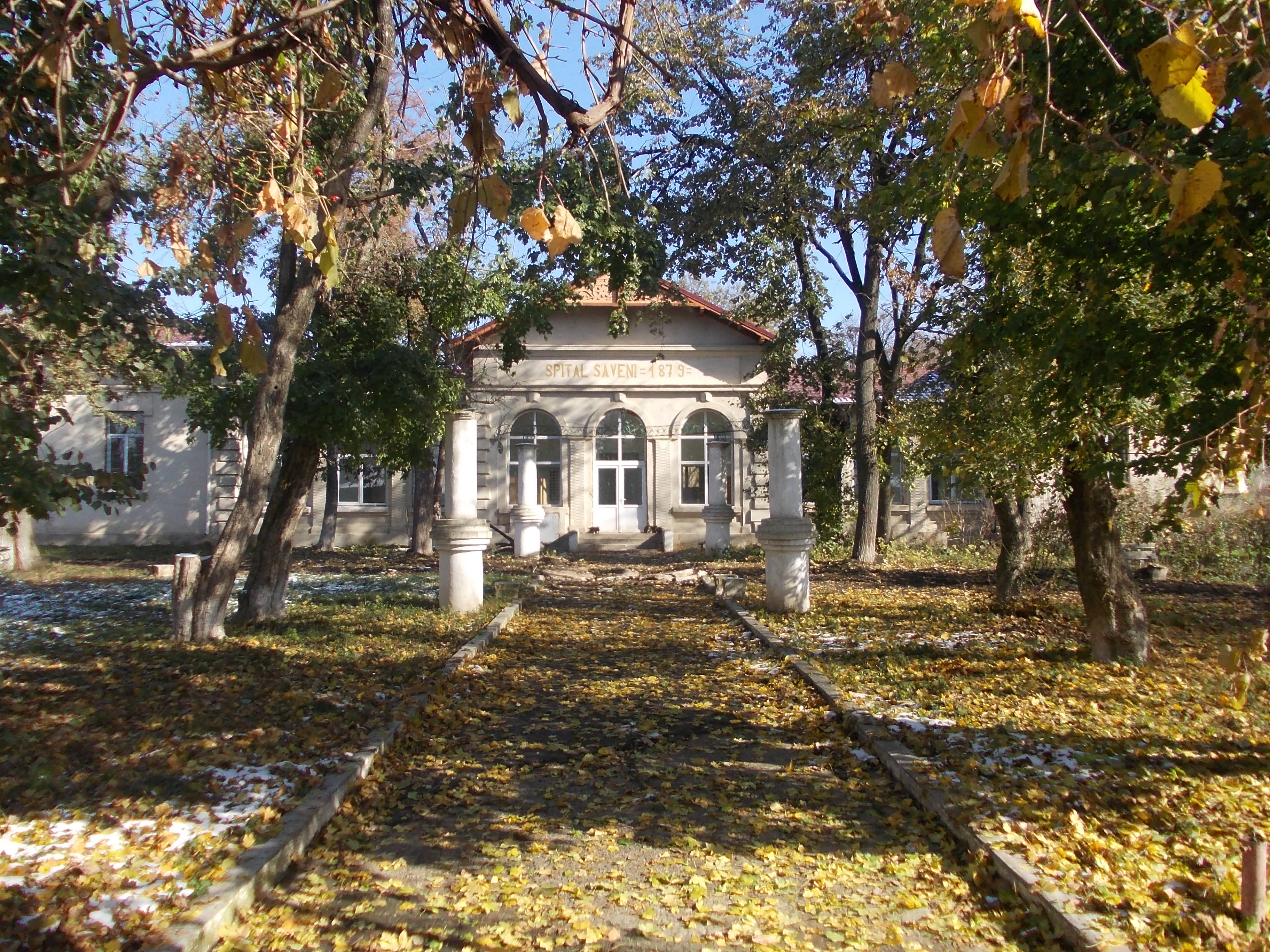
Hospital